# Гладиус
Гла́диус или гла́дий (лат. gladius) — древнеримский короткий колющий солдатский меч (до 60 сантиметров длиной (длина в разные эпохи была разной)), носился у правого бедра военнослужащего рядового состава. 
Так же меч, которым казнили преступников, стал употребляться вместо древней секиры при всех казнях, но прежде собственно им казнили только солдат (наёмников) римского войска. Предположительно, был позаимствован (и усовершенствован) древними римлянами у древних жителей Пиренейского полуострова и был в вариациях стандартным оружием пехоты в римском войске до III века нашей эры. Высшие воинские начальники и старшие офицеры, не имевшие щита, носили гладиус на левом боку. Он висел на кожаной перевязи (balteus), надевавшейся через плечо, или на опоясывавшей стан портупее (cingulum).

## История
Ранние древнеримские мечи были похожи на мечи греков и назывались ксифос. Однако с III века до нашей эры римляне приняли меч, похожий на тот, который использовали кельтиберы и другие в конце Второй Пунической войны, известный на латыни как gladius hispaniensis, или «испанский меч».
Полностью экипированный римский легионер после реформ Гая Мария был вооружен щитом (scutum), одним или двумя дротиками ( pila ), мечом (gladius), часто кинжалом (pugio) и, возможно, в более поздний период империи, дротиками  plumbatae . Обычно солдаты бросали дротики, чтобы вывести из строя вражеские щиты и нарушить строй врага, прежде чем вступить в ближний бой, для чего они обнажали гладиус.
Центр тяжести гладиусa был смещён к рукояти за счёт увеличенного шарообразного навершия (противовеса). Так принято считать, однако сохранившиеся навершия выполнены из дерева или кости — относительно лёгких материалов, и не способны существенно изменить положение центра тяжести; если бы действительно ставилась такая задача, навершие должно было бы быть, например, металлическим. Однако археологические находки это не подтверждают. Остриё имело довольно широкую режущую кромку для придания клинку большей пробивающей способности. Использовался для боя в строю. Рубить гладиусом было возможно, но рубящие удары считались предварительными, считалось, что убить противника можно только сильным колющим ударом, для которого гладиус и был предназначен.
Колющая форма гладиуса была обусловлена невозможностью наносить эффективные рубящие удары в сомкнутом римском строю (с техникой боя в сомкнутом строю связана и малая длина гладиуса). Вне сомкнутого пехотного строя гладиус по всем параметрам сильно уступал кельтским или германским мечам. Фактически спата, принятая римлянами в III веке для пехоты, была неким компромиссом между гладиусом и варварскими длинными спатами, причём таким удачным, что стала основным мечом Великого переселения народов и трансформировалась в мечи вендельского и каролингского типов.
Изготавливались гладиусы чаще всего из железа, но можно также встретить и упоминание о бронзовых мечах. Как показывают дошедшие до нас образцы римских мечей, с конца I века н. э. и особенно в III веке н. э. гладиусы изготавливались уже из кованой стали. Гладиус пользовался популярностью у легионеров — тяжёлой римской пехоты. Велиты (лёгкая пехота римлян) пользовалась гладиусами только как вспомогательным оружием. В руках умелых воинов им наносились быстрые и смертоносные удары, однако его длина позволяла вести бой с противником только вплотную. Также опытные легионеры умели им фехтовать с таким же мастерством, как и рубить, резать или колоть.
Весьма интересным является тот факт, что, по мнению ученых-историков, гладиус не является изначально римским изобретением и был, скорее всего, заимствован у племён, в свое время завоевавших Пиренейский полуостров. Приблизительно в III столетии до нашей эры древние римляне заимствовали у варварских племен (предположительно — галлов или же кельтов) прямой короткий меч, названный Gladius Hispaniensis (с лат. — «испанский меч»). Само же слово гладиус вполне возможно происходит от кельтского «kladyos» («меч»), хотя некоторые эксперты считают, что этот термин может происходить и от латинского clades («повреждение, рана») или же gladii («стебель»).
Но, так или иначе, именно римляне «обессмертили» этот короткий меч.

## Мнение древних историков
...они (новобранцы) учились бить так, что не рубили, а кололи. Тех, кто сражался, нанося удар рубя, римляне не только легко победили, но даже осмеяли их. Удар рубящий, с какой бы силой он ни падал, не часто бывает смертельным, так как жизненно важные части тела защищены и оружием и костями; наоборот, при колющем ударе достаточно вонзить меч на два дюйма, чтобы рана оказалась смертельной, но при этом необходимо, чтобы то, чем пронзают, вошло в жизненно важные органы. Затем, когда наносится рубящий удар, обнажаются правая рука и правый бок; колющий удар наносится при прикрытом теле и ранит врага раньше, чем тот успеет заметить. Вот почему в сражениях римляне пользовались преимущественно этим способом..
«Краткое изложение военного дела»., Флавий Вегеций Ренат 

## Типы
Испанский меч с прямым широким обоюдоострым клинком послужил прототипом римского легионерского меча. 
Следует сказать, что на протяжении времени гладиус менялся определённым образом, и сейчас различают несколько типов древнеримских мечей, таких как:
- «испанский гладиус» (самый ранний тип этого оружия; общая длина около 75—85 см, длина клинка — 60—65 см, масса — около 900—1000 г; клинок характерной листообразной формы с выраженной талией);

Любопытно, что наиболее длинный и массивный тип гладиуса — gladius Hispaniensis с листовидным клинком длиной вплоть до 60 … 70 см, очень эффективным в качестве рубящего — после двух веков популярности практически вышел из употребления к началу н. э., будучи вытеснен более короткими разновидностями, ориентированными в первую очередь на укол. Так как гладиус, как и почти все античные мечи, использовался практически исключительно в паре со щитом, на который целиком возлагалась функция защиты держащей меч руки, перекрестие (гарда) на нём так и осталось слаборазвитым.
- гладиус «Майнц» (меч с удлинённым остриём и небольшой талией клинка; общая длина около 65—70 см, длина клинка — 50—55 см, масса — около 800 г);

Такое название он получил в честь немецкого города Майнца, который вырос из римского военного лагеря Могонтиакум / Могонциакум ( Mogontiacum ), основанного около 13 года  до н. э. Именно там были найдены мечи образной формы. Клинок у данного типа был шире, чем у испанского гладиусa, но сохранял форму листа, и поэтому был только модификацией последнего.
- гладиус «Фулхэм» (сходен с типом «Майнц», главное отличие — треугольное остриё и более узкий клинок; общая длина около 65—70 см, длина клинка — 50—55 см, масса — около 700 г);
- гладиус «Помпеи» (клинок с параллельными лезвиями и треугольным остриём, очень похож на другой тип римского меча — спату, однако уступает ей в длине; общая длина около 60—65 см, длина клинка — 45—50 см, масса — около 700 г).

Отдельно следует отметить конструкцию ножен у гладиусов. Они имели колоссальное количество разнообразных украшений, особенно во времена расцвета Империи - начала эпохи принципата. Могли украшаться драгоценными металлами, чеканкой, эмалью и прочими украшении. Это говорит об особом отношении римлян к своему оружию, как в общем, так и к экипировке в целом. 
На исходе античности появляется, и со временем вытесняет прежние типы мечей, спата, видимо, имеющая кельтское происхождение. Этот меч применялся как пешими воинами, так и всадниками. Общая длина спаты доходила до 90 см, крестовина фактически отсутствовала, навершие — массивное, как правило шаровидное. Иногда считается, что первоначально острия спата не имела, тем не менее классическая спата — типичный колюще-рубящий меч. В последний век существования Римской империи спата стали стандартным оружием легионеров — как кавалеристов, так и (более короткий вариант, иногда называемый «полуспатой» — англ. semispatha) пехотинцев. Последний вариант считается переходным от мечей античности к оружию Средних веков.